# سي إس-4
مشروع سي إس-4 (بالإنجليزية: CS-4)‏، هو سلسلة من الأقمار الصناعيّة الّتي خَطَّطت وكالة اليابان الوطنية لتطوير الفضاء لإطلاقها ابتداءً من عام 1995.
وُصِفَت سلسلة سي إس-4 من قِبَل توميفومي غوداي (بالإنجليزية: Tomifumi Godai)‏، وهو أحد المُدراء التنفيذيين لوكالة اليابان الوطنية لتطوير الفضاء، كَـ«قمر صناعي هندسيّ تجريبيّ . . . لتطوير تقنيّة تواصل مع هوائيّات مختلفة السّعات».
أُعلِن عن المشروع كملغيّ في عام 1990، وذلك بعد أن وصَفت وزارة التجارة الأمريكية السلسلة كأقمار تواصل تقليديّة وَالّتي يُمكن استخدامها من قِبَل نيبون تلغراف أند تلفون بدلًا من شراء أقمار صناعية من السوق الحرّة. وبما أنّ الولايات المتّحدة تُسيطر عليه، فقد هدّدت بفرض غرامات عقابيّة على البضائع اليابانيّة. وَكان هذا مُمكِنًا بسبب قانون «Super 301» لعام 1988 الخاص بالتصرّف التجاريّ، الّذي يُهدّد بمعاقبة التجارة غير العادلة.
وقد ردّ غوداي بأن قال: «ليس لسي إس-4 أي استخدام تجاريّ، وقد طوّرت وكالة اليابان الوطنية لتطوير الفضاء التقنيّة ببساطة دون أي نيّة ببيعها». وحتّى بعد أن قالت اليابان بأنّها ستسمح للممونين الخارجيين بالمزايدة من أجل عقود الأقمار الصناعية التجاريَّة، بقي البرنامج متروكًا.